# Közép-afrikai Köztársaság
A Közép-afrikai Köztársaság (francia: République centrafricaine) állam Közép-Afrikában. Szomszédos országai: északról Csád, keletről Szudán és Dél-Szudán, délről a Kongói Demokratikus Köztársaság és Kongó, nyugatról Kamerun határolja.
Az ország területe évezredek óta lakott terület; jelenlegi határait azonban Franciaország állapította meg, amely a 19. század végétől gyarmatként irányította az országot. Miután 1960-ban elnyerte függetlenségét, majd a köztársaságot egy sor autokrata vezető irányította, köztük az 1970-es években egy rövid életű monarchiával. A közép-afrikai háború 2004-ben kezdődött, majd 2012-ben kiújult a polgárháború. Jelentős ásványlelőhelyei és egyéb természeti erőforrásai ellenére a világ legszegényebb és legfejletlenebb országai között van.

## Földrajza
Az Ukrajnával hasonló területű ország az Egyenlítőtől északra fekszik. 

### Domborzat
A tengerektől elzárt közép-afrikai ország a 600–900 m magas Azande-küszöb hullámos fennsíkján fekszik. A fennsíktól északkeletre gránit szigethegység emelkedik. Legmagasabb pontja a Gaou az ország nyugati végében, 1420 méter.

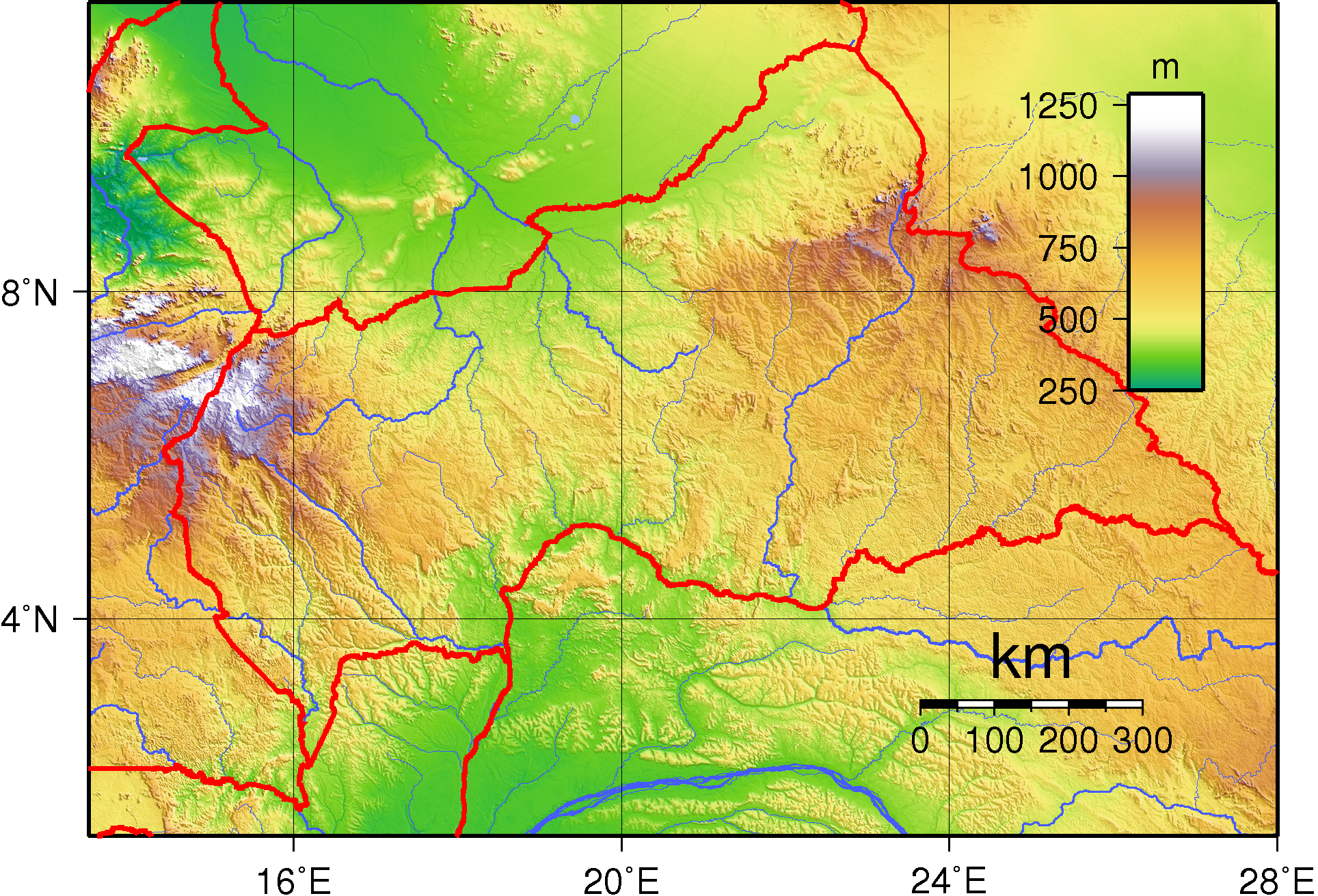
Domborzati térkép
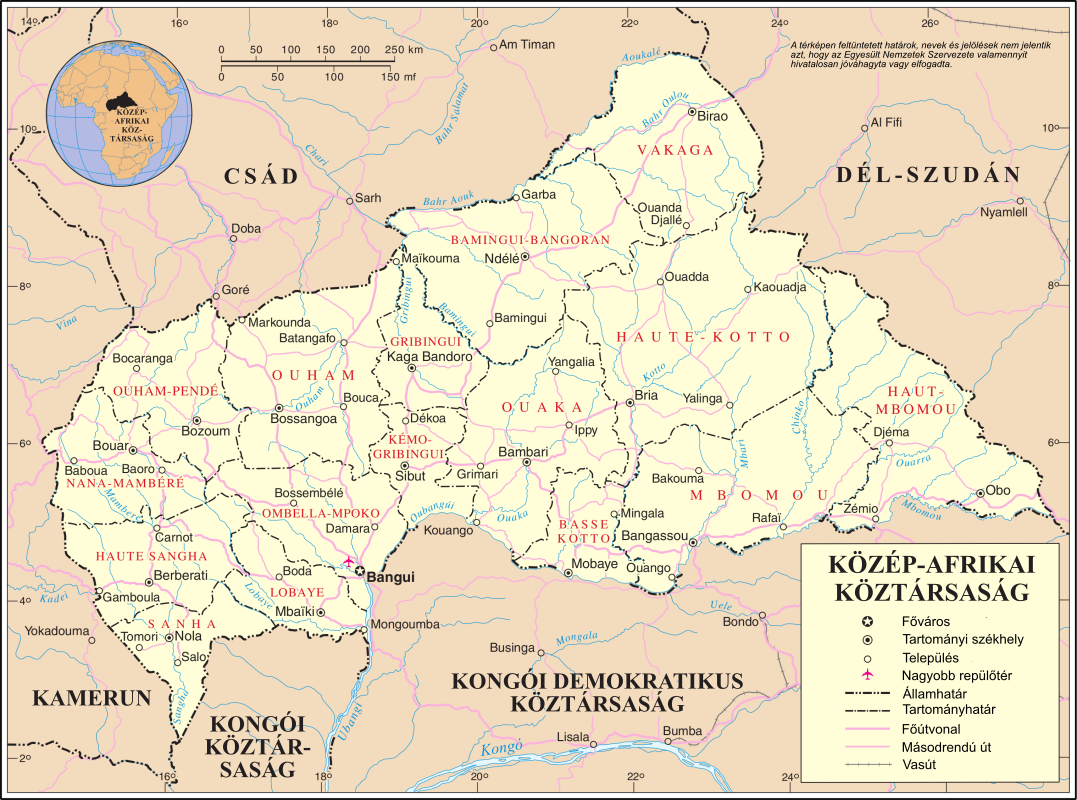
Városok és folyók
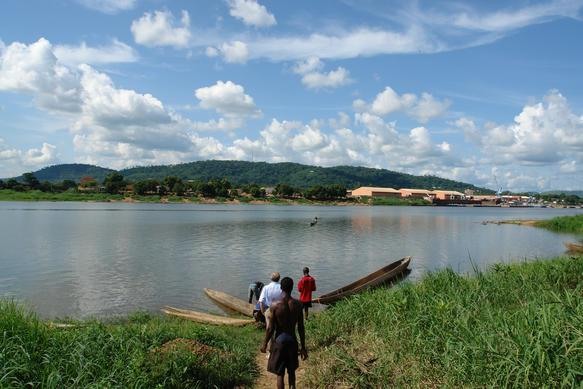
Az Ubangi folyó Bangui mellett
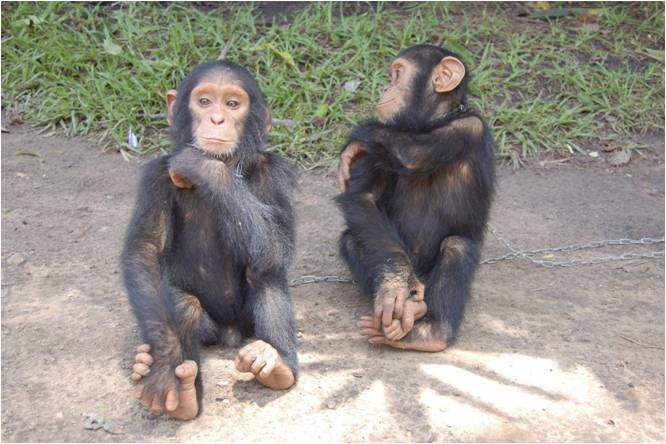
Csimpánzok

### Növényzet
Az ország vegetációját alapvetően a szudáni vagy a kongói fajok alkotják. A füves szavanna, a félig örökzöld erdőségek, illetve az alföldi jellegű esőerdők növényzete egyaránt jellemzi. Ott, ahol a csapadék éves mennyisége kielégítő, galériaerdők jöttek létre. A mezőgazdasági művelés következtében sok helyen ún. másodlagos erdők alakultak ki.
Itt található a globális trópusi erdei ökoszisztéma 18%-a.
Az ország területének 8%-a erdő. Erdők elsősorban az ország déli részén nőnek. Az erdőkben élnek gazdasági szempontból is fontos fajok. Az erdőterület évente 0,4%-kal csökken. Az ország legnagyobb része szavanna. Északkelet felé (Birao térségében) a növényzet egyre gyérül és fokozatosan félsivatag léphet a helyébe.
Északról dél felé haladva az alábbi ökorégiók rajzolhatók ki:
- száheli akáciás szavanna (az ország északi nyúlványán),
- kelet-szudáni szavanna (az ország közel felét teszi ki),
- észak-kongói erdős szavanna mozaik (kb. é.sz. 6°30′ vonalától délre),
- északkelet-kongói alföldi erdők (Bangassou város régiójában),
- északnyugat-kongói alföldi erdők (az ország délnyugati csücskén).

### Állatvilág
Biológiai sokféleség; az ország délnyugati részén a trópusi erdőségek állatvilágát pedig az endemizmus jellemzi. Az emlősök és főemlősök fajgazdagsága ebben az ökorégióban magasabb, mint Afrika más erdőségeiben. 
Az erdős vidékeken különféle majmok (páviánok, cerkófmajmok, köpenyes majmok), de délnyugaton megtalálható még a súlyosan veszélyeztetett fajnak számító nyugati gorilla is. A vizekben többek közt vízilovak és krokodilok élnek. A szavannák állata az antilop, az elefánt, az orrszarvú, az afrikai vadkutya és a hiéna.

### Vízrajz
Az ország déli határfolyója az Ubangi és a Mbomou, nyugati a Sangha. Az Ubangi átfolyik Banguin. Ezek mind a Kongó (folyó) vízgyűjtő területéhez tartoznak. Az ország keleti határvidéke már a Nílus vízgyűjtőjének része.

### Éghajlat
Az ország éghajlata trópusi, a hőingás mértéke csekély. Az ország legnagyobb része a trópusi szavanna övhöz tartozik. Az évi átlagos csapadékmennyiség 500–1500 mm, amely északról dél felé haladva növekszik. Zöme május és október között hullik le. Az ország északi részén – az esős évszakban – csak 4 hónapot esik az eső.

## Történelem

### Előtörténet

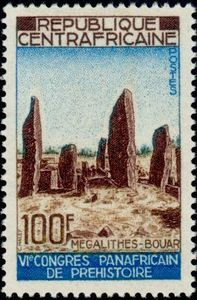
Az ország nyugati részén levő Bouar prehisztorikus megalitjai (kb. Kr. e. 3500–2700) egy postabélyegen

I. e. 1000 és i. sz. 1000 között kelet-adamawa nyelveket beszélő népek hatoltak kelet felé a mai Kamerunból Szudánig és letelepedtek a mai Közép-Afrikai Köztársaság legnagyobb részén. A terület mai lakosságának többsége mindmáig kelet-adamawa nyelvek valamelyikét beszéli, vagy olyan bantu nyelvet, amely a niger-kongó nyelvcsaládhoz tartozik. Kisebbség beszéli a nílusi-szaharai nyelvcsalád közép-szudáni nyelvei valamelyikét. Újabb bevándorlók a muszlim kereskedők, akik gyakran arab vagy hausza nyelven beszélnek.

### Kezdeti kapcsolatok a nagyvilággal
Az 1800-as évek elejéig a mai ország népei a terjeszkedő iszlám területén kívül éltek és aránylag kevés kapcsolatuk volt az ábrahámi vallásokkal vagy az északi gazdasággal. A 19. század első évtizedeitől kezdve a muszlim kereskedők egyre inkább behatoltak az országba, a helyi vezetőkkel különleges kapcsolatokat építettek ki, hogy biztosítsák kereskedelmi érdekeiket és letelepedésüket a régióban. Az elsőnek érkező kereskedők aránylag békések voltak és a helyi lakosság jóindulatától függtek, de 1850 körül rabszolgakereskedők jól felfegyverzett katonáikkal hatoltak be a régióba. 1860 és 1910 között szudáni, csádi, kameruni rabszolgakereskedők, továbbá helyben letelepült rabszolgakereskedők a keleti vidékek lakosságának nagyobb részét exportálták. Ezen a vidéken ma is nagyon kevesen laknak.

### Francia gyarmatosítás
Közép-Afrikába az európaiak behatolása a késői 19. században kezdődött. Pierre Savorgnan de Brazza gróf vezetésével Francia-Kongóban megalapították a róla elnevezett támaszpontot, Brazzaville-t, ahonnan expedíciók indultak az Ubangi folyón felfelé, hogy érvényesítsék Franciaország igényét Közép-Afrikára. De II. Lipót belga király, Németország és Nagy-Britannia is megkísérelte befolyását kiterjeszteni a közép-afrikai régióban. 1889-ben a franciák helyőrséget telepítettek az Ubangi folyó mellett, Bangui településen, ami később Ubangi-Shari gyarmat és a Közép-Afrikai Köztársaság fővárosa lett. Ezután Brazza gróf expedíciókat küldött a környező vidékek meghódítására. Arra törekedett, hogy a francia gyarmatok határait kiterjesztve az összefüggő terület legyen Nyugat-, Észak- és Kelet-Afrikában. 1894-ben diplomáciai úton kijelölték Francia-Kongó határát II. Lipót Kongó Szabad Államával és Német-Kamerunnal. Végül 1899-ben Francia-Kongó és Szudán határát a Kongó-Nílus vízválasztón állapították meg.
Miközben az európai tárgyaló felek megállapodtak Francia-Kongó határairól, Franciaország igyekezett csökkenteni a terület megszállásának, igazgatásának és fejlesztésének költségét. II. Lipót Kongó Szabad Államban magántársaságoknak adott koncessziókat, pénzügyileg sikerrel. Ennek nyomán a francia kormányzat 1899-ben 17 magántársaságnak adott nagy koncessziókat az Ubangi-Shari vidékén. Ezek a társaságok jogot kaptak arra, hogy felvásárolják a helyi termékeket és árulják az európai termékeket, ennek fejében díjat fizettek a gyarmati kormányzatnak és fejlesztéseket vállaltak koncessziós területükön. E társaságok európai és afrikai ügynökei gyakran rendkívül brutális módon kényszerítették munkára a helyi lakosságot. Ugyanakkor a gyarmati kormányzat a helyiek számára bevezette az adófizetés és az állam számára végzett térítés nélküli közmunka intézményét. Francia hivatalnokok beszámoltak a magántársaságok fegyveresei és saját kollégáik, valamint a francia katonaság bűncselekményeiről, de a megindított bírósági eljárások többnyire eredménytelenül végződtek. Amikor végül a rettenetes körülményekről szóló hírek elértek Franciaországba, vizsgálatok indultak és néhány reformot is bevezettek, de a helyzet lényegében változatlan maradt.
A gyarmati uralom első évtizedében (1900–1910) az Ubangi-Shari vidék afrikai uralkodói fokozták rabszolgavadász tevékenységüket és rabszolgáikat más helyi termékekkel együtt az európai vállalkozásoknak és a gyarmati államnak adták el. Szerződéseket kötöttek a franciákkal, több fegyvert kaptak hogy több rabszolgát tudjanak elfogni és az Ubangi-Shari régió keleti felét szinte teljesen elnéptelenítették.

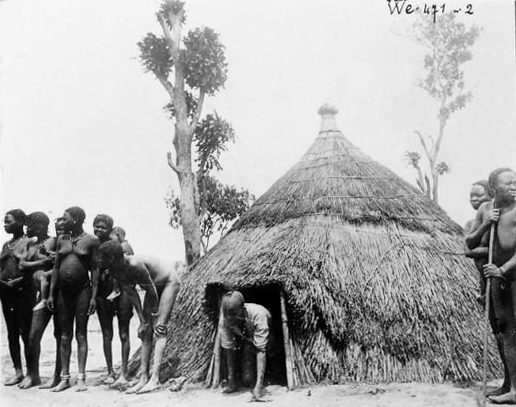
Egy törzs 1924-ben

A gyarmati uralom második évtizedében (1910–1920) a magántársaságok és a gyarmati állam fegyveresei továbbra is brutális eszközökkel kényszerítették munkára a helyi lakosságot, de az afrikai uralkodók hatalmát felszámolták és a rabszolgakereskedelem lényegében megszűnt.
A gyarmati uralom harmadik évtizede (1920–1930) ellentmondásos időszak volt. Utakat építettek, ipari növények termesztését vezették be, mozgó egészségügyi szolgálat vette fel az álomkórral a harcot, és protestáns missziók létesültek szerte az országban. De a közmunka új formáját vezették be, és a franciák sokakat besoroztak a Kongó-Óceán Vasút építésére, ahol sokan meghaltak a kimerültségtől és betegségekben. 1925-ben André Gide francia író megjelentette Voyage au Congo című művét, ebben leírta a Kongó-Óceán Vasút munkástoborzásának riasztó következményeit, vagy például az, hogy az Ubangi-Shari Erdővállalat milyen módszereket használ munkavállalóival szemben. 1928-ban egy nagyobb felkelés tört ki Ubangi-Shari nyugati részén és több éven át tartott. Ez volt a két háború közötti időszak legnagyobb felkelése Afrikában, de lényegében ismeretlen maradt a francia közvélemény előtt, amely enélkül is erősen ellenezte a francia gyarmati uralom módszereit és a kényszermunka alkalmazását.
A gyarmati uralom negyedik évtizedében (1930–1940) a gyapot, a tea és a kávé lett Ubangi-Shari legfontosabb kereskedelmi növénye és megkezdődött a gyémánt- és aranybányászat. Néhány gyapottermesztő vállalat óriási területeken szerezte meg a termesztés és a felvásárlás jogát. Európaiak kávéültetvényeket létesítettek és helybeliek is kezdtek kávét termelni.
A gyarmati uralom ötödik évtizedét (1940–1950) a II. világháború és a nyomására hozott politikai reformok jellemezték. 1940 szeptemberében Ubangi-Shari gyarmati hatóságai Charles de Gaulle-hoz csatlakoztak.

### Függetlenség
1958. december 1-jén Ubangi-Shari gyarmat autonóm terület lett a Francia Közösségen belül és felvette a Közép-Afrikai Köztársaság nevet. Az alapító atya és a Conseil de Gouvernement elnöke Barthélémy Boganda volt, aki 1959-ben egy rejtélyes repülőszerencsétlenségben halt meg, nyolc nappal a gyarmati időszak utolsó választása előtt. 1960. augusztus 13-án a Közép-Afrikai Köztársaság elnyerte függetlenségét, és hatalmi harc kezdődött Boganda két legközelebbi munkatársa, Abel Goumba és David Dacko között. A franciák kivonulásakor Dacko magához ragadta a hatalmat és bebörtönözte Goumbát. 1962-ben Dacko elnök egypárti államot létesített.
1965. december 31-én Dacko hatalmát megdöntötte Jean-Bédel Bokassa ezredes, aki felfüggesztette az alkotmányt és feloszlatta a Nemzetgyűlést. Bokassa 1972-ben örökös elnöknek nyilvánította magát, 1976. december 4-én pedig I. Bokassa néven a Közép-afrikai Császárság uralkodója lett. Egy évvel később Bokassa császár párját ritkító fényűzéssel koronáztatta meg magát, amely óhatatlanul maga után vonta az akkor is mélyszegénységben élő ország teljes gazdasági összeomlását. 1979-ben Franciaország puccsot szervezett Bokassa ellen és "helyreállította" Dacko hatalmát. Dackót viszont André Kolingba tábornok puccsa fosztotta meg hatalmától 1981. szeptember 1-jén.
Kolingba felfüggesztette az alkotmányt és egy katonai juntával uralkodott 1985-ig. 1986-ban új alkotmányt vezetett be, amit népszavazás erősített meg. Az új párt, a Rassemblement Démocratique Centafricain (RDC) tagsága önkéntes lett. 1987-ben korlátozott szabadságú parlamenti választásokon nyert a párt, ezt megismételte 1988-ban a helyhatósági választásokon. Kolingba két nagy politikai ellenfele, Abel Goumba és Ange-Félix Patassé bojkottálta ezeket a választásokat, mert pártjaikat nem engedték indulni.
1990-ben, a berlini fal leomlása után a demokráciát követelő mozgalom nagyon aktív lett. 1990 májusában 253 prominens állampolgár nyílt levélben kérte a Nemzeti Konferencia összehívását, de Kolingba elutasította a javaslatot és több ellenzékit letartóztattak. Az Egyesült Államok nyomására, amit kevésbé lelkesen, de támogatott Franciaország is, Kolingba elvben hozzájárult, hogy 1992 októberében szabad választásokat tartsanak. Miután amnesztiát kaptak mindazok a felkelők, akik elutasították a korábbi választások eredményét, Kolingba elnök intenzív külső nyomásra hozzájárult az Ideiglenes Nemzeti Politikai Tanács (Conseil National Politique Provisoire de la République) és a "Vegyes Választási Bizottság" létrehozásához. Az utóbbiban részt vettek minden politikai párt képviselői.
Amikor végül is 1993-ban megtartották a választásokat, az első fordulóban Ange-Félix Patassé nyert, Kolingba negyedik lett Abel Goumba és David Dacko mögött. A második fordulóban Patassé győzött 53%-kal és Goumba 45,6%-ot kapott. Patassé legtöbb támogatója gbaya, kare és kaba törzsekből származott, amelyek a hét népes északnyugati prefektúrában élnek, míg Goumba támogatói a jóval ritkábban lakott tíz keleti és déli prefektúrából kerültek ki. Végeredményben Patassé pártja a legnagyobb parlamenti párt lett, de önmagában nem volt többsége. Koalíciós partnerre volt szüksége.
Patassé 1994 márciusában megfosztotta katonai rangjától Kolingba korábbi elnököt és több korábbi minisztert vádolt meg különböző bűnökkel. Kolingba yakoma törzsbeli volt. Patassé számos yakomát távolított el a kormányzat fontos, jól jövedelmező posztjairól. Az elnöki testőrség kétszáz, főleg yakoma tagját elbocsátotta a szolgálatból vagy átadta a hadseregnek. Kolingba pártja nagy hangon hirdette, hogy Patassé kormánya a yakomák ellen boszorkányüldözést folytat.

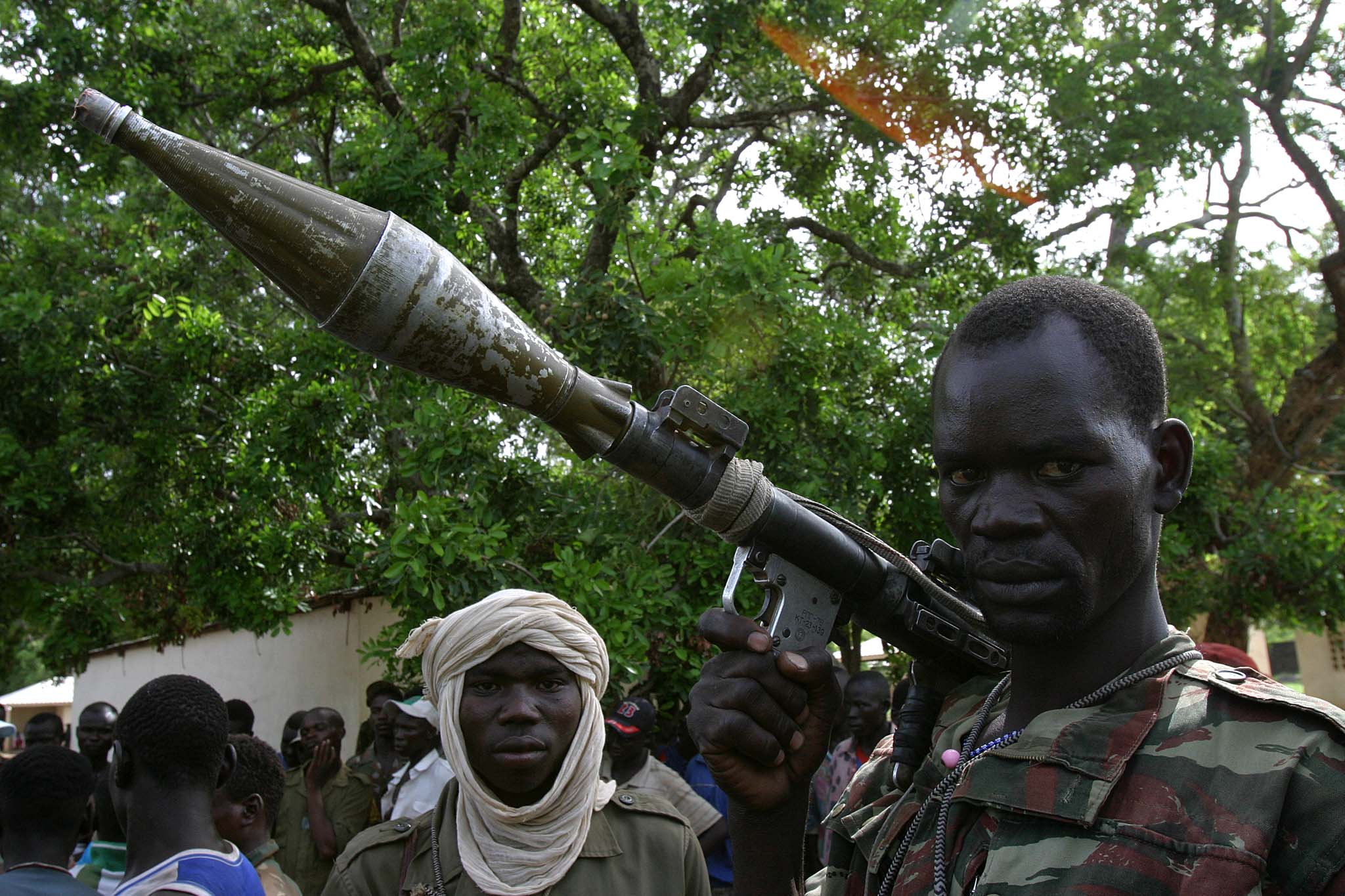
Felkelők az ország északi részén (2007)

Az új alkotmány 1995. január 14-én lépett hatályba, de ez az alkotmány, akárcsak elődei, nem gyakorolt jelentős hatást a politika gyakorlatára. 1996-1997-ben a rettenetes viszonyokkal való elégedetlenséget tükrözve három lázadás volt Patassé kormánya ellen, amelyek a javak széles körű pusztulásával és az etnikai feszültség növekedésével jártak. 1997. január 25-én Banguiban békeszerződést írt alá Patassé kormánya a fegyveres lázadókkal. Mali korábbi elnöke, Amadou Touré közvetítésével a korábbi lázadókat a kormányba 1997. április 7-én. (??)  A megállapodás végrehajtását egy afrikai államok által küldött katonai misszió, később az Egyesült Nemzetek békefenntartó erői felügyelték.
Az 1998-as parlamenti választásokon Kolingba pártja 20 helyet szerzett meg az összesen 109-ből, ez lehetővé tette a politikai életbe való visszatérését. 1999-ben, a városi központok korrupt uralmával való széles körű elégedetlenség dacára Patassé szabad választásokon második terminusra is elnök lett. 2001. május 28-án egy sikertelen puccskísérlet során feldúlták Bangui középületeit. A hadsereg törzsfőnöke, Abel Abrou és Francois N'Djadder Bedaya tábornok tűzparancsot adott ki, de Patassé maradt felül Jean-Pierre Bemba kongói lázadó vezér 300 katonája és líbiai zsoldosok segítségével.

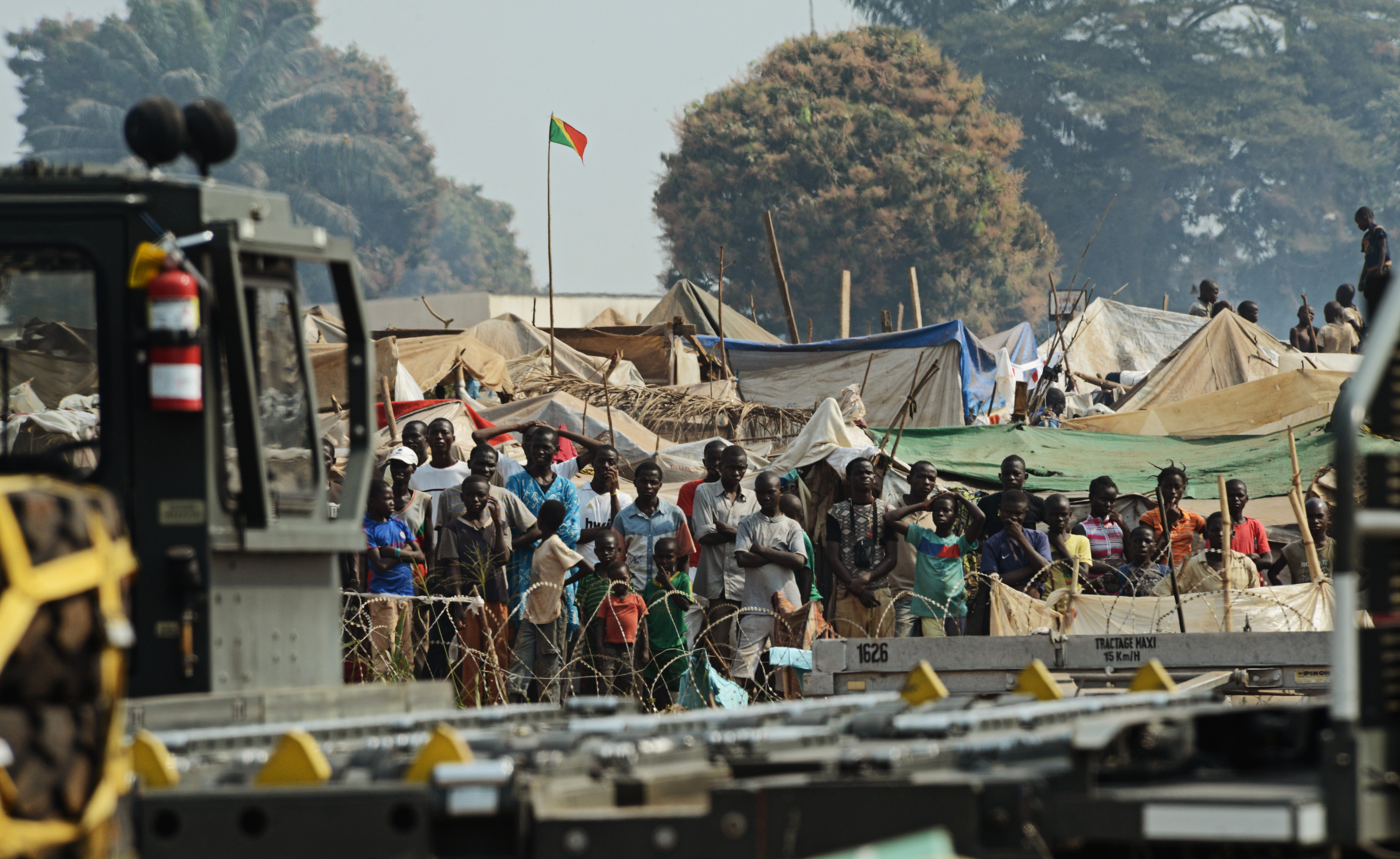
Menekülttábor a főváros repülőtere mellett (2014)

A sikertelen puccs másnapján a Patasséhoz hű katonák véres bosszút álltak a főváros, Bangui több negyedében, feldúltak számos otthont, megkínozták és meggyilkolták ellenségeiket. Végül Patassé meggyanúsította François Bozizé tábornokot, hogy puccsot szervez; Bozizé a hozzá hű csapatokkal Csádba menekült. 2002. október 25-én Bozizé meglepetésszerű támadást indított Patassé ellen, aki külföldön tartózkodott. A líbiai csapatok és Bemba kongói lázadó vezér 1000 katonája nem volt képes a támadást visszaverni. Bozizé hatalma alá vonta az országot és végül megdöntötte Patassé uralmát.
François Bozizé felfüggesztette az alkotmányt és az új kormányt állított fel a legtöbb ellenzéki párt részvételével. Abel Goumba, "Mr. Clean" lett az alelnök, ami pozitív imázst adott az új kormánynak. Bozizé széles bázisú Nemzeti Átmeneti Tanácsot állított fel az új alkotmány kidolgozására és az alkotmányos kormányzásra való átmenet menetrendjének kidolgozására. A nemzeti párbeszéd 2003. szeptember 15-étől október 27-éig tartott, azután Bozizé tisztességes választásokon (amelyből kizárták Patassét) nyert, 2005-ben második terminusra kapott felhatalmazást.
2004-ben a darfuri konfliktus átterjedt ide is és fegyveres konfliktus tört ki Szudán, Csád és a Közép-afrikai Köztársaság között. Ez a háború 2007-ben ért véget. Ekkoriban az északi Logone Dar El Kuti néven megpróbált független állammá válni. (bővebben: közép-afrikai háború)
Bozizé ellen folytonosak voltak a lázadások és a puccskísérletek. A súlyos korrupció, az elmaradottság, a nepotizmus és a tekintélyelvűség nyílt lázadáshoz vezettek Michel Djotodia vezetésével, akinek Séléka-koalíció  nevű formációja 2012 végén háborúba kezdett; habár a felek 2013 januárjában tűzszünetet kötöttek és egy egységkormány is létrejött, ennek ellenére a Séléka erői márciusban folytatták a háborút és 24-én a fővárost, Banguit is bevették. Bozizé külföldre menekült, miközben Djotodia felfüggesztette az alkotmányt, feloszlatta a parlamentet és magát elnöknek nevezte ki. Elmondása szerint 2-3 éves átmeneti periódus következhet az új választások megtartásáig. Az eseményekre reagálva az Afrikai Unió felfüggesztette a Közép-afrikai Köztársaság tagságát.

## Államszervezet és közigazgatás

### Államforma
Az ország államformája elnöki köztársaság.

### Közigazgatási beosztás
Az ország 16 prefektúrára oszlik, melyek a következők:
| A Közép-afrikai Köztársaság prefektúrái | - Bamingui-Bangoran - Basse-Kotto - Haute-Kotto - Haut-Mbomou - Kémo - Lobaye - Mambéré-Kadéï - Mbomou - Nana-Mambéré - Ombella-M'Poko - Ouaka - Ouham - Ouham-Pendé - Vakaga |

## Népesség

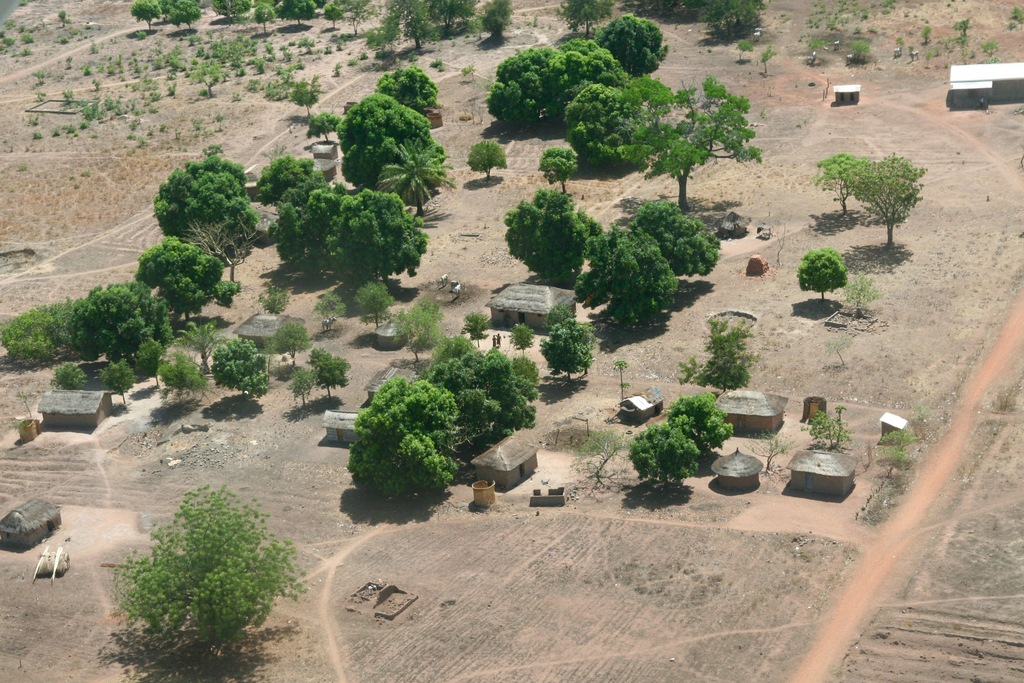
Egy falu a magasból az ország nyugati részén

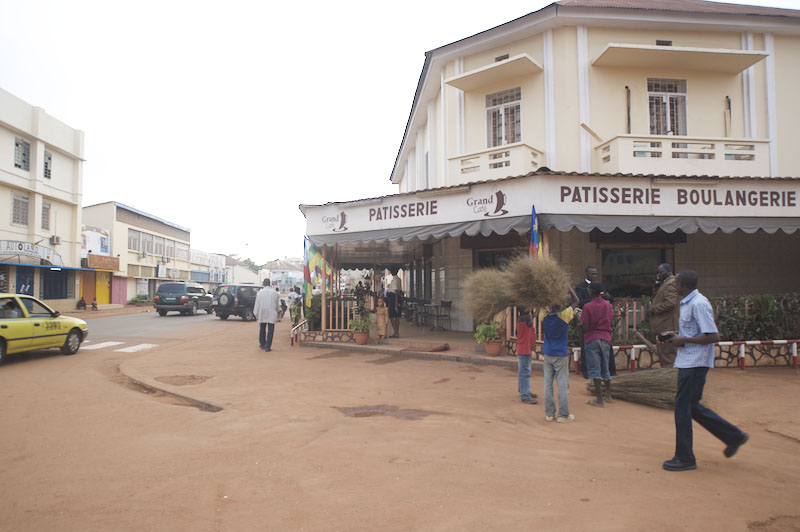
A főváros, Bangui belvárosának egy utcaképe

A Magyarországnál közel hétszer nagyobb ország alacsony (8 fő/km²) népsűrűséggel (2017. nov.), de gyors népességszaporulattal rendelkezik (évi kb. 1,5% -2017). A városi lakosság aránya 43% (2017).
A lakosság kb. 20%-a a fővárosban és a környező  településeken él.
| Lakosok száma | 1 503 501 | 1 682 874 | 1 900 665 | 2 158 987 | 2 555 936 | 2 979 588 | 3 424 733 | 4 987 640 | 4 266 247 | 5 152 421 |
|               | 1960      | 1966      | 1972      | 1978      | 1984      | 1991      | 1997      | 2003      | 2009      | 2023      |

### Nyelvek
Az országban a hivatalos nyelv a francia és a szangó .
A felmérések alapján az ország lakosságának alig 22%-a beszéli a francia nyelvet. A szangót a lakosság több mint 90%-a beszéli, így ez a fő közvetítőnyelvként szolgál.
Az északi, túlnyomórészt muszlim régió lakossága azonban nem beszéli.

### Népek

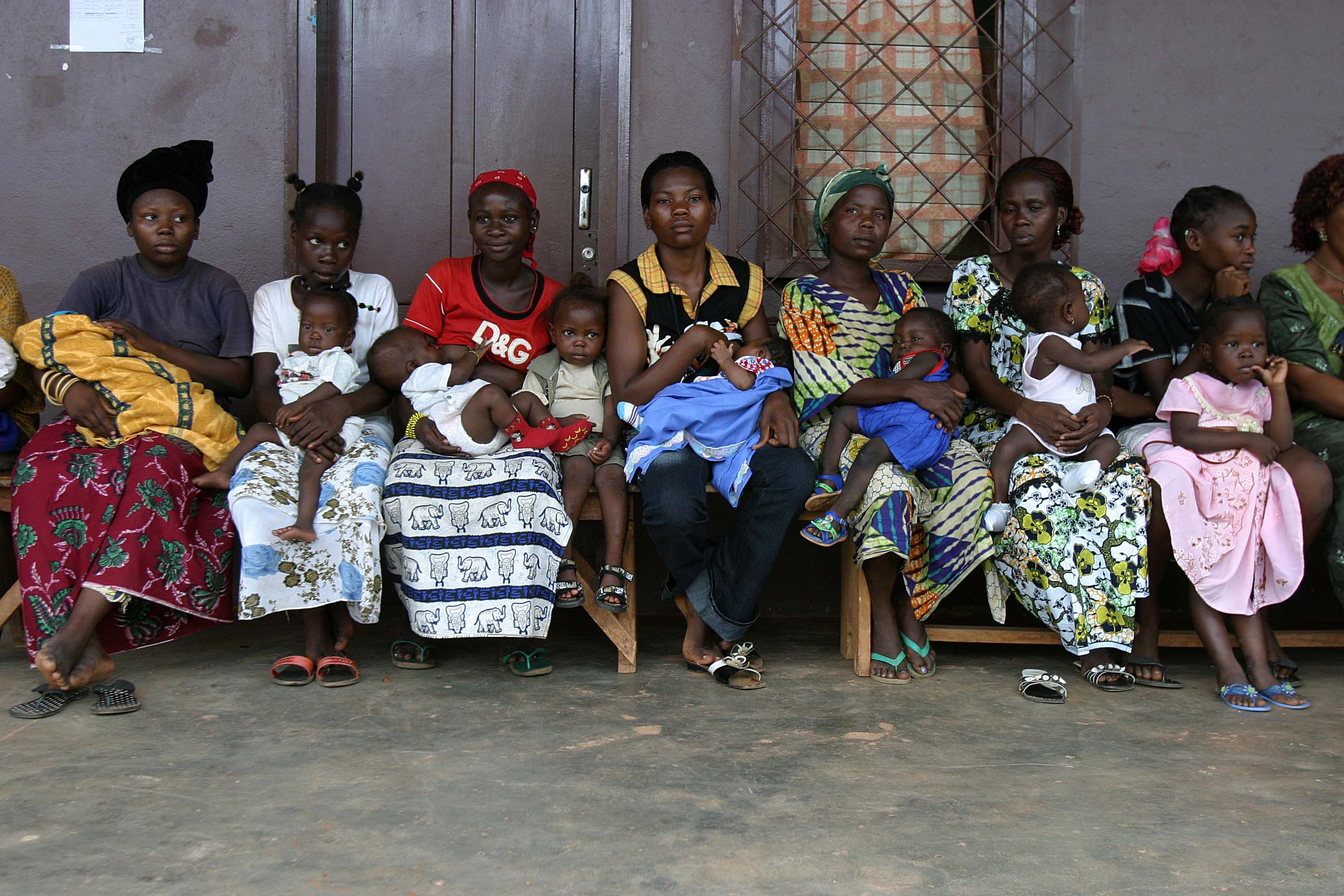
Asszonyok a gyerekeikkel, Bangui

A lakosság számtalan különböző etnikumból áll. Zömük rendkívül sötét bőrű szudáni etnikumok közül kerül ki.
Az országban több mint nyolcvan etnikai csoport van.
Főbb népcsoportok: baja (gbaya) – 33%, banda – 27%, mandjia – 13%, szara – 10%, mbum (mboum) – 7%, m'baka – 4%, jakoma – 4%, más – 2% 
A két legnagyobb csoport, a gbayák az ország nyugati részén, a bandák pedig főleg ország középső és északi részén élnek.  A kis létszámot kitevő pigmeusok az ország délnyugati csücskén találhatók meg.

### Vallási megoszlás

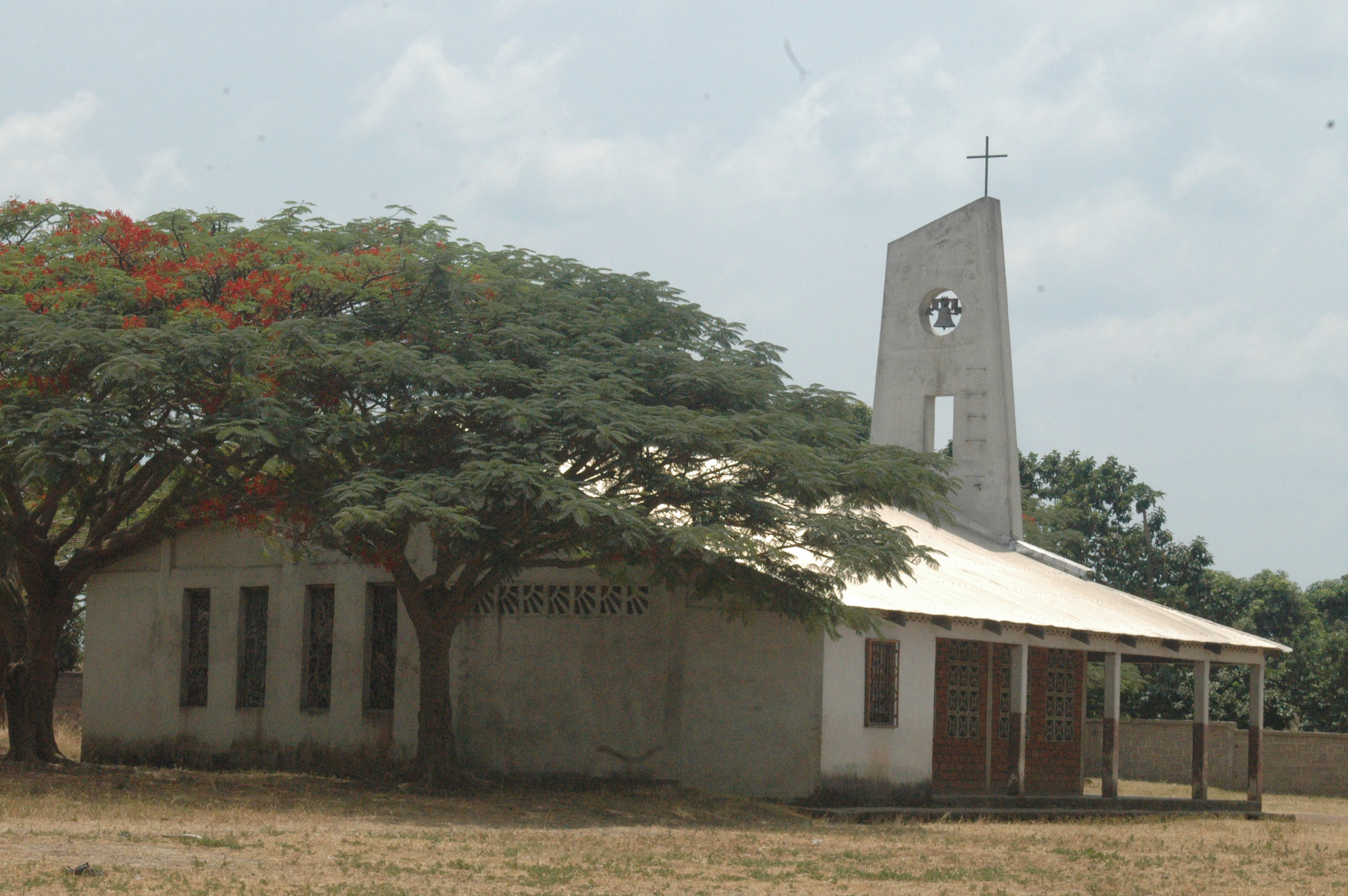
Vidéki katolikus templom (Niem)

A lakosság 35%-a törzsi vallású, 25%-a római katolikus, 25%-a különféle protestáns keresztény, 15%-a pedig szunnita muszlim. (2010)
Az elmúlt években (2010-es évek) a keresztények és a muzulmánok között többször tört ki fegyveres konfliktus és a harcok és a polgárháborúvá fokozódó összetűzések következményeként több százezer lakos menekült el. 

## Gazdaság

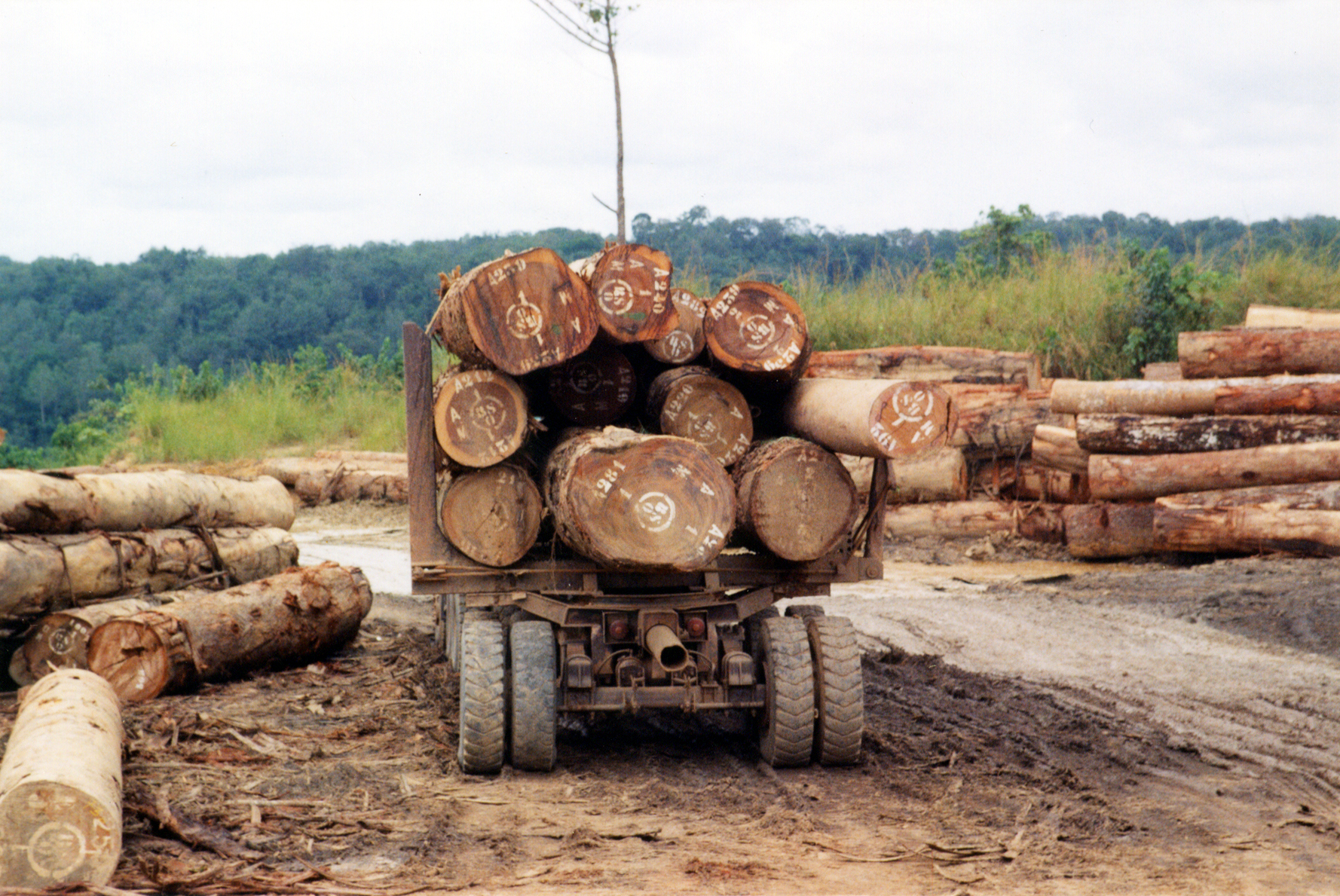
Fakitermelés

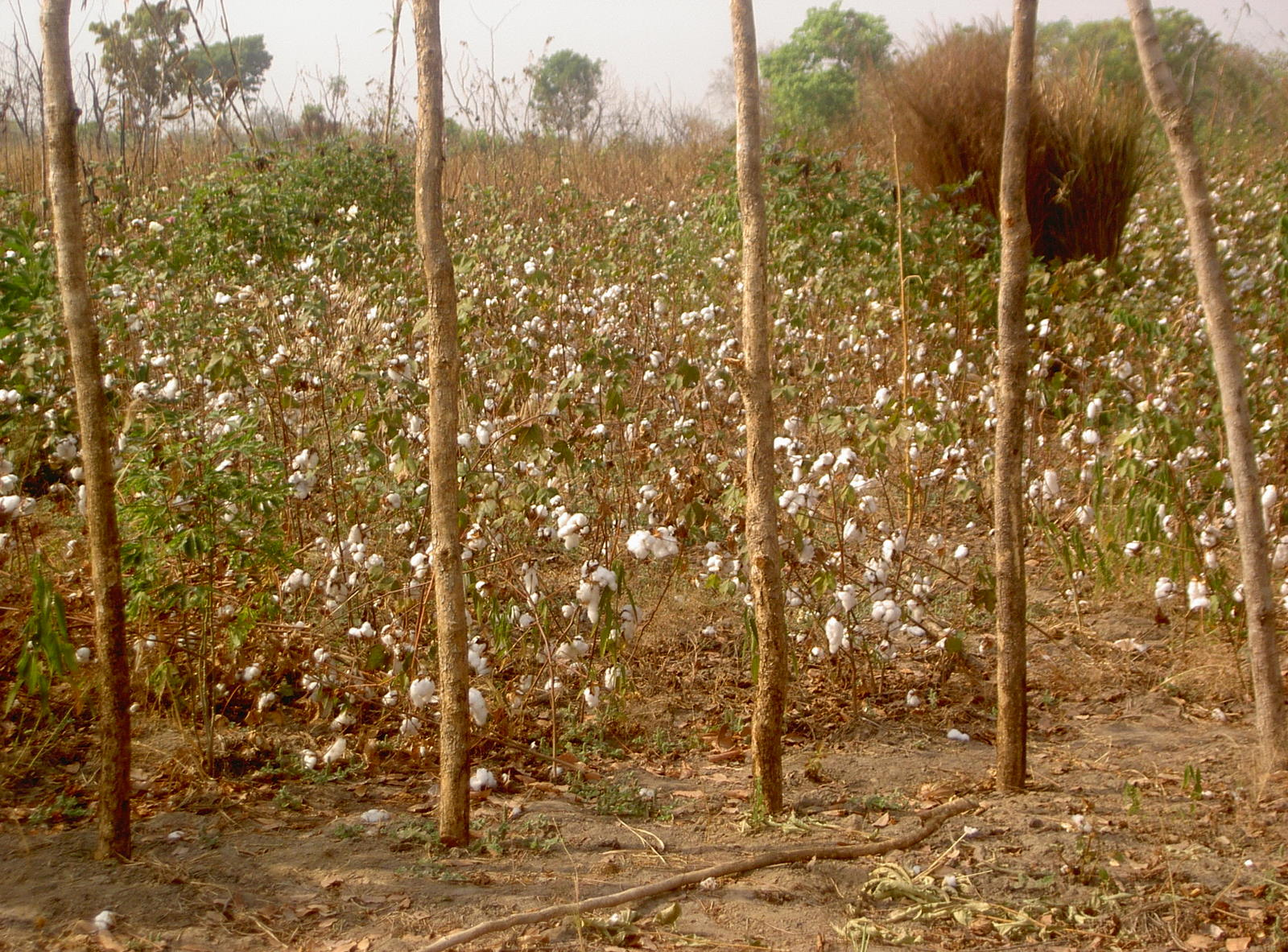
Gyapotföld

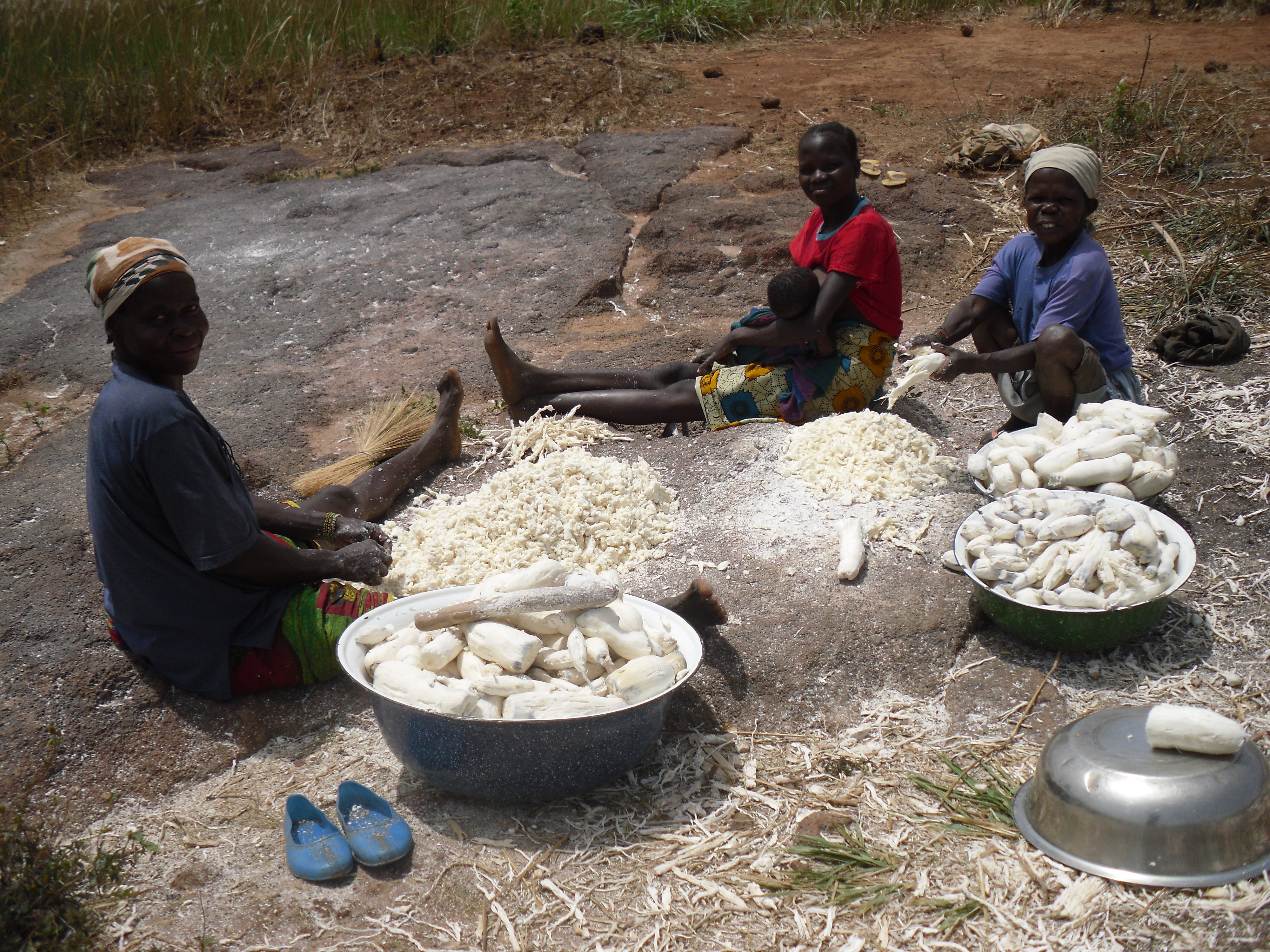
Asszonyok a maniókát készítik elő a főzéshez

2020 körül az egy főre jutó jövedelem (PCI) az egyik legalacsonyabb a világon, és  
az ország a világ egyik legkevésbé fejlett gazdasága.
A szegénységi szint igen magas, a becslések szerint 2020-ban a lakosság mintegy 71%-a élt a nemzetközi szegénységi küszöb alatt (napi 1,90 dollár vásárlóerő-paritáson számítva).
Az ország fejlődését elősegítendő, 2022. tavaszán az ország parlamentje egyhangúlag elfogadta a kriptovalutát szabályozó törvényjavaslatot, ami a bitcoint hivatalos fizetőeszközzé teszi.

### Mezőgazdaság, halászat
A mezőgazdaság elsősorban önellátásra koncentrál, az ültetvényeken exportra csak kávét és gyapotot termelnek. További fő termények : dohány, manióka, jamgyökér, köles, kukorica, banán.
Az ország délnyugati részét fedő trópusi esőerdőkből értékes fákat termelnek ki. A fakitermelés a 2000 utáni években az ország exportjának közel felét tette ki.

### Ipar
Ipara fejletlen. Az ipart elsősorban a mezőgazdaság termékeit feldolgozó élelmiszeripar (sörfőzés, cukorgyártás stb.), továbbá az arany- és gyémántbányászat, fakitermelés képviseli.
Csekély urán-, nikkel-, arany- és gyémántbányászattal rendelkezik.

### Külkereskedelem
A helyi ipar fejletlenségét jellemzi, hogy az ország rendkívül sok termékből behozatalra szorul. A gyémánt az ország legfontosabb exportcikke, amely az exportbevételek 40-55%-át teszi ki, de a becslések szerint az évente kitermelt gyémántok 30-50%-a illegálisan hagyja el az országot.
- Exporttermékek: gyémánt (2020 táján az export közel fele),[17] fa (a másik legfőbb exportcikk), gyapot, kávé, dohány, szarvasmarha.
- Importtermékek: élelmiszer, textil, olajtermékek, műszaki és elektronikai eszközök, járművek, vegyszerek, gyógyszerek.

Legfőbb kereskedelmi partnerek a 2019-es adatok alapján : 
- Export: Kína 41%, Egyesült Arab Emírségek 19%, Franciaország 7%
- Import: India 18%, Franciaország 12%, Egyesült Államok 11%, Kína 9%, Hollandia 7%, Belgium 7%, Málta 6%

## Közlekedés

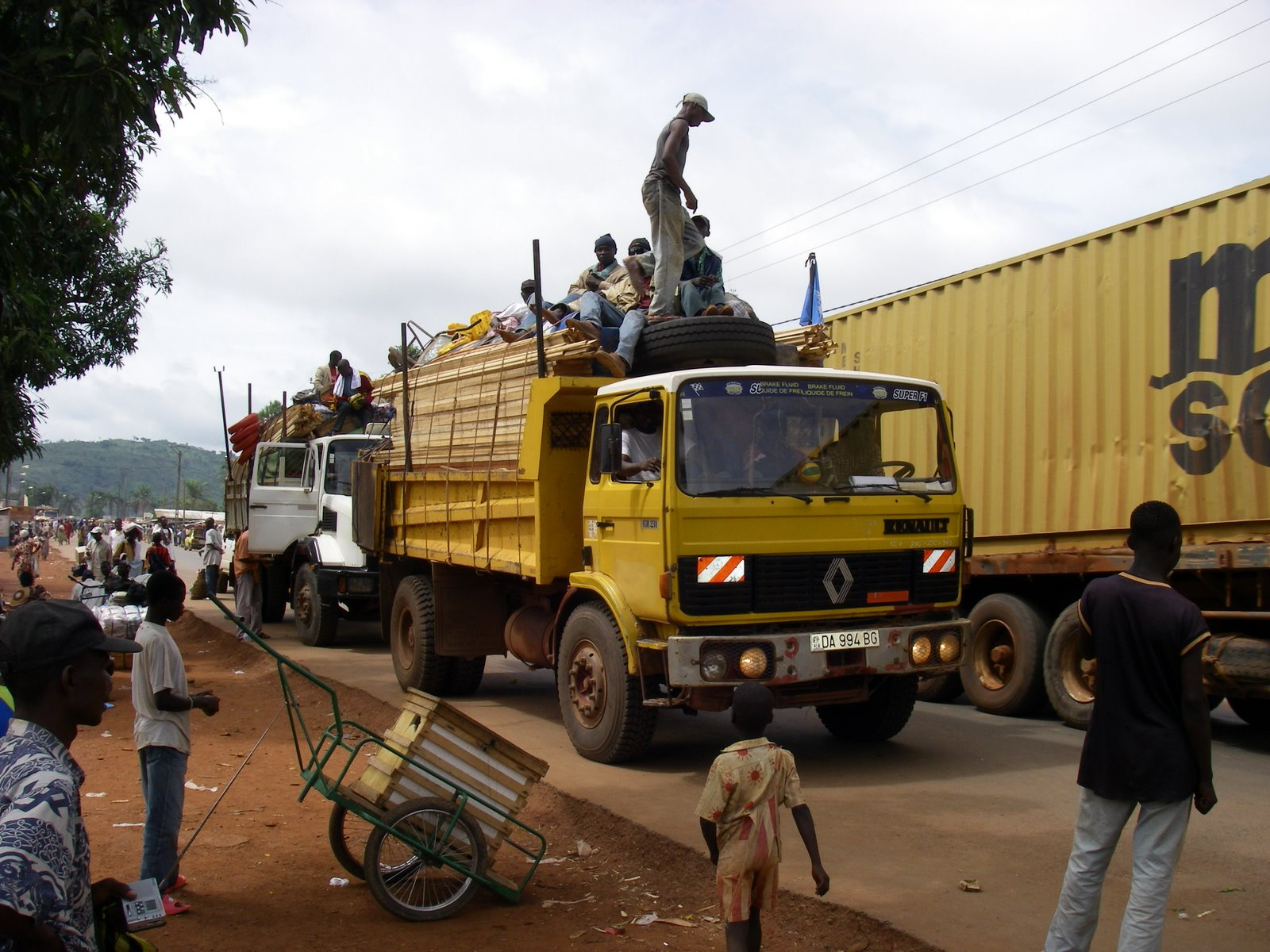
Teherautók Banguiban

### Közúti
A közlekedés eléggé fejletlen, a közúthálózat hossza 23 810 km, de ennek csak elenyésző része burkolt.
Az autók csak a száraz évszakban tudnak biztonságosan letérni a főútvonalakról. A júliustól októberig tartó esős évszakban sok út járhatatlan.
A fővárosban vannak taxik és bérautók is (Banguin kívülre csak vezetővel együtt bérelhetők).

### Vasút
Az országban nincs vasúthálózat.

### Vízi
Az elsődleges hajózható folyó az Ubangi, amely a Kongó folyóba torkollik. Korábban ez volt az áruk exportjának hagyományos útvonala.
Banguitól az Ubangi folyásirányban kilenc hónapig hajózható, folyásiránnyal szemben jobbára csak a májustól szeptemberig terjedő időszakban.[forrás?]
Fő folyami kikötők: Bangui (Oubangui/Ubangi), Nola (Sangha).
Bangui kikötőjéből folyami kompok indulnak Brazzavillébe és a kongói Zongóba.

### Légi
Az ország távoli részei, szükség esetén Banguiból repülőgépen is elérhetők.
A negyvenkettő repülőtérből a 2010-es években csak a Bangui M’Poko nemzetközi forgalmú és ezen kívül mindössze csak kettő rendelkezik szilárd burkolattal: a Berberati és a Bouari. 

## Telekommunikáció
| Hívójel prefix | TL |
| ITU zóna       | 47 |
| CQ zóna        | 36 |

## Kultúra

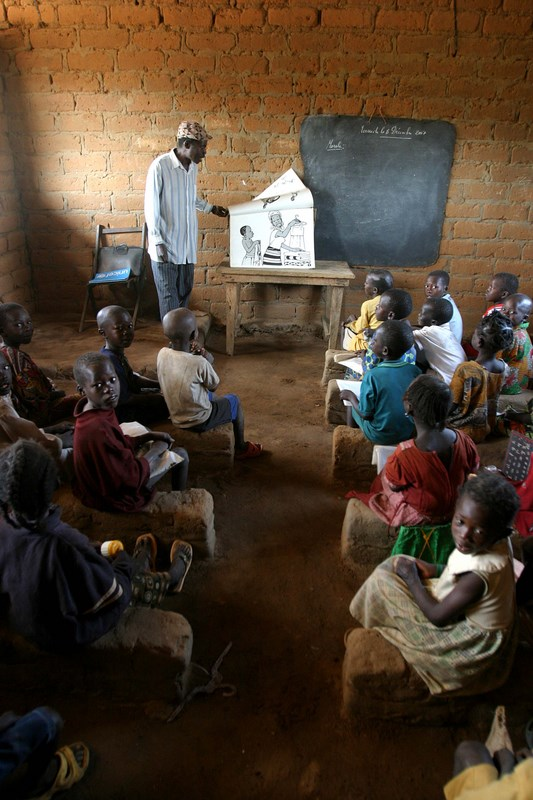
Iskolaterem vidéken, az ország északkeleti részén.

### Oktatási rendszer
A Közép-afrikai Köztársaság oktatási rendszere a francia mintára épül. Az oktatáshoz való hozzáférés terén társadalmi és regionális kritériumok szerint eltérések mutatkoznak. Az iskolarendszerben alacsony a nők aránya.
2008 óta tanköteles az iskola.
Az általános tankötelezettség 6-tól 14 éves korig terjed, de a tanköteleseknek alig 50%-a jár iskolába. Az analfabéták aránya mintegy 60% (a nők körében 70%).
2013 szeptemberében a biztonsági helyzet miatt az országban az iskolák 60%-a bezárt.
A Bokassa-rezsim idején (1970) épült Bangui Egyetem az egyetlen, amely állami felsőoktatást nyújt.

### Gasztronómia
Fő alapanyagok a jamgyökér, szorgum, banán, bámia, sárga hagyma, fokhagyma, spenót, rizs és pálmaolaj. Használnak továbbá főként importból származó kukoricát, tápiókát, földimogyorót, erőspaprikát, édesburgonyát és paradicsomot.
A húsételek ritkák, bár a hal gyakori fogás. Egyéb fehérjeforrások a földimogyoró és különböző rovarok (tücsök, sáska, termesz, kabóca, hernyó). A jellemző húsok legfőképp a kecske és a baromfi. Vidéken a száraz évszakban gyakran esznek vadhúst. Alapvető élelmiszerek még a cirok, köles és szezám, a vadonból pedig a gombák és gumók.
A városok utcáin gyakran kapni könnyű harapnivalókat, mint a makara nevű kenyeret vagy épp szendvicseket és sült húsokat. Banguiban gyakran fogyasztanak kokalevelet is. A fővárosi éttermekben többnyire külföldieket szolgálnak ki, a helyieknek ugyanis nem áll módjukban ott étkezni. A Banguiban található vendéglátóhelyek többsége libanoni tulajdonú, akik a francia uralom idején kerültek ide. Emiatt nemcsak francia, de libanoni kulináris hatásokkal is találkozni a főváros gasztronómiájában.
Legjellemzőbb italok a kávé és a tea (amiket sűrített tejjel és cukorral isznak), valamint a gyömbérsör és a karkanji nevű, hibiszkuszból készülő ital. Az ország különlegessége a banánbor.

## Turizmus
A beutazók (átutazók) számára előírás a sárgaláz elleni védőoltás. Malária ellen az egész országban védekezni kell. Az ország belsejében nincsenek szállodák.

## Sport

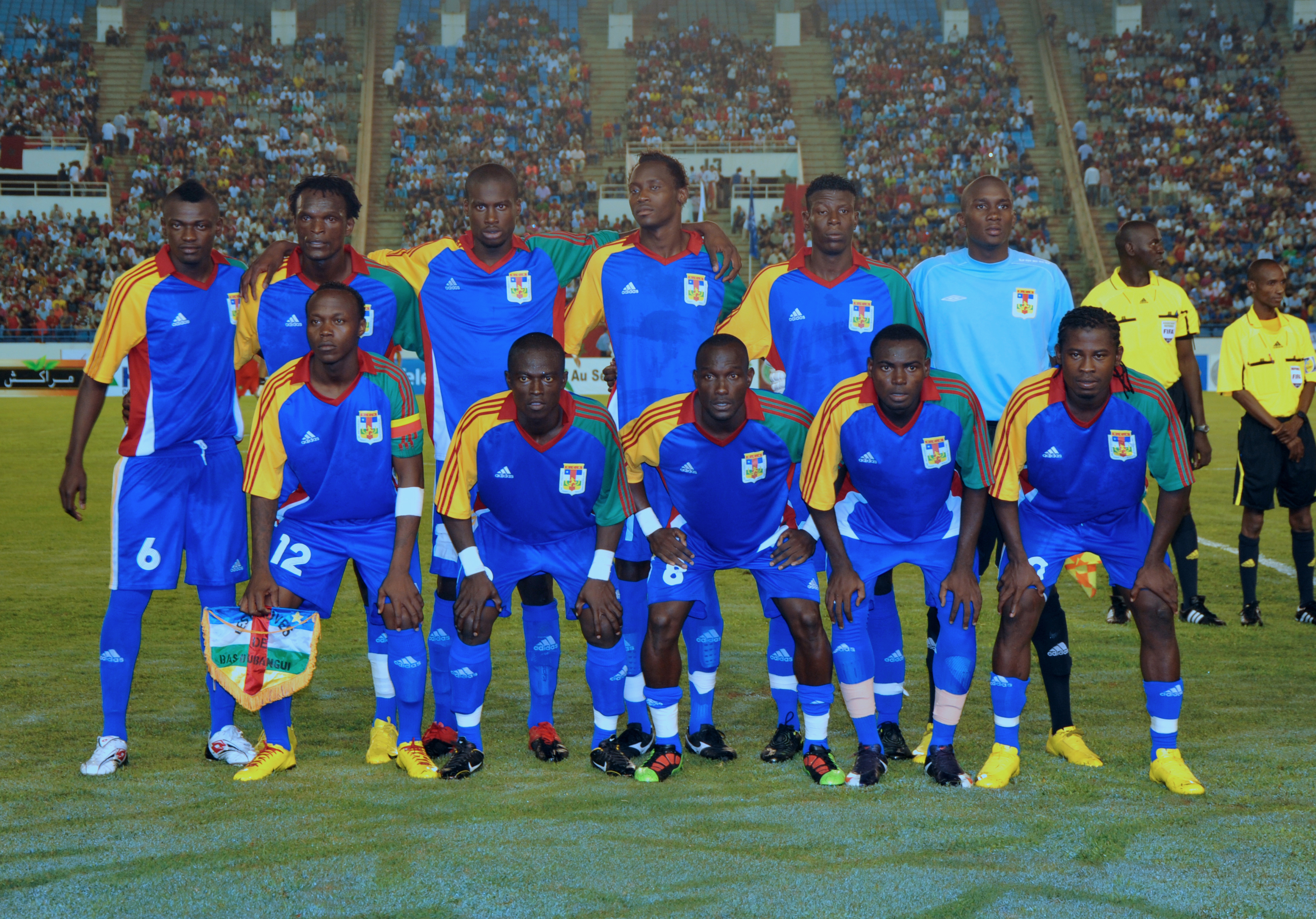
Az ország nemzeti labdarúgó válogatottja (2010.)

### Kosárlabda
A kosárlabda az ország legnépszerűbb sportja. Válogatottja 2020-ig kétszer nyerte meg az Afrika-bajnokságot.

## Ünnepek
| dátum    | név                                            |
| -------- | ---------------------------------------------- |
| Jan 1    | Újév                                           |
| Márc 29  | Boganda-nap (Barthélemy Boganda (1910 – 1959)) |
| Márc/Ápr | Húsvéthétfő                                    |
| Máj 1    | A munka ünnepe                                 |
| Máj/Jún  | Jézus mennybemenetele                          |
| Máj/Jún  | Pünkösdhétfő                                   |
| Jún 30   | Imádságnap                                     |
| Aug 13   | Függetlenség napja                             |
| Aug 15   | Nagyboldogasszony                              |
| Nov 1    | Mindenszentek                                  |
| Dec 1    | A köztársaság napja                            |
| Dec 25   | Karácsony                                      |